# Station Maastricht Randwyck
Station Maastricht Randwyck (uitspraak: Randwiek) is een spoorwegstation in de Nederlandse stad Maastricht, gelegen aan de spoorlijn 40 van Maastricht naar station Luik-Guillemins, op kilometer 27 (tussen station Maastricht en station Eijsden). Een 2,5 km ten zuiden van station Randwyck bevindt zich de spanningssluis tussen de Nederlandse (1,5 kV=) en de Belgische (3 kV=) bovenleidingsspanning.
Dit voorstadstation werd geopend op 31 mei 1987. Het ligt tussen de buurten Randwyck en Heer, in het zuidoosten van Maastricht. Nabij het station bevindt zich het conferentiecentrum MECC, het ziekenhuis Maastricht UMC+, de Maastricht School of Management en enkele vestigingen van de Universiteit Maastricht, waaronder de faculteiten geneeskunde, gezondheidswetenschappen en psychologie.
Het station telt twee perrons (een eilandperron en een zijperron) langs drie sporen: de sporen 1 en 2 liggen aan het doorgaande spoor naar Luik, spoor 3 is een kopspoor dat wordt gebruikt voor de stoptrein van Maastricht Randwyck naar Roermond. Spoor 1 wordt gebruikt als eindpunt voor de stoptrein van Maastricht Randwyck naar Kerkrade Centrum en door de Drielandentrein van Aken naar Luik. Spoor 2 wordt gebruikt door de Drielandentrein van Luik naar Aken.
Bij het station zijn fietskluizen en een onbewaakte fietsenstalling te vinden. Verder is er een kleine parkeerplaats aan de oostzijde van het station, en is er een Kiss & Ride-plaats aan de westzijde van het station, waar parkeren toegestaan is. Vanaf het station zijn er tevens busverbindingen naar andere delen van Maastricht.
In de periode 1861-1867 lag ongeveer op dezelfde plaats ook de Halte Heer.
In mei 2025 werd bekend dat het station vanaf december 2026 van naam verandert naar Maastricht Brightlands, genoemd naar de naastgelegen kenniscampus Brightlands Maastricht Health Campus.

## Treinverbindingen
De volgende treinseries halteren in de dienstregeling 2025 te Maastricht Randwyck:
| Serie            | Treinsoort                                             | Route                                                                                                   | Bijzonderheden |
| ---------------- | ------------------------------------------------------ | --- | --- |
| 18900 RE 18 S 43 | Sneltrein / Regional-Express / S-trein (Arriva / NMBS) | (Luik-Guillemins – Maastricht Randwyck – ) Maastricht – Heerlen – Landgraaf – Herzogenrath – Aachen Hbf | Drielandentrein (LIMAX). Tussen Luik-Guillemins en Maastricht wordt 1x/uur gereden. Tussen Maastricht en Aachen wordt 2x/uur gereden. |
| 32000 RS 18      | Stoptrein (Arriva)                                     | Maastricht Randwyck – Maastricht – Heerlen – Landgraaf – Eygelshoven – Chevremont – Kerkrade Centrum    | |
| 32400 RS 12      | Stoptrein (Arriva)                                     | Maastricht Randwyck – Maastricht – Sittard – Roermond                                                   | |

Na middernacht rijdt de laatste trein uit de serie RS12 (richting Roermond) niet verder dan Sittard. De laatste twee treinen uit de serie RS18 (richting Kerkrade Centrum) rijden tegelijkertijd niet verder dan Heerlen.

## Voor- en natransport
De volgende bussen stoppen sinds 13 december 2020 bij dit station:
- Lijn 7: Pottenberg - Caberg - Centrum - Station - Scharn - Heer - Station Randwyck - Forum MECC
- Lijn 10: Maastricht Noord - Beatrixhaven - Limmel - Centrum - Forum MECC - Station Randwyck - Heer

## Afbeeldingen

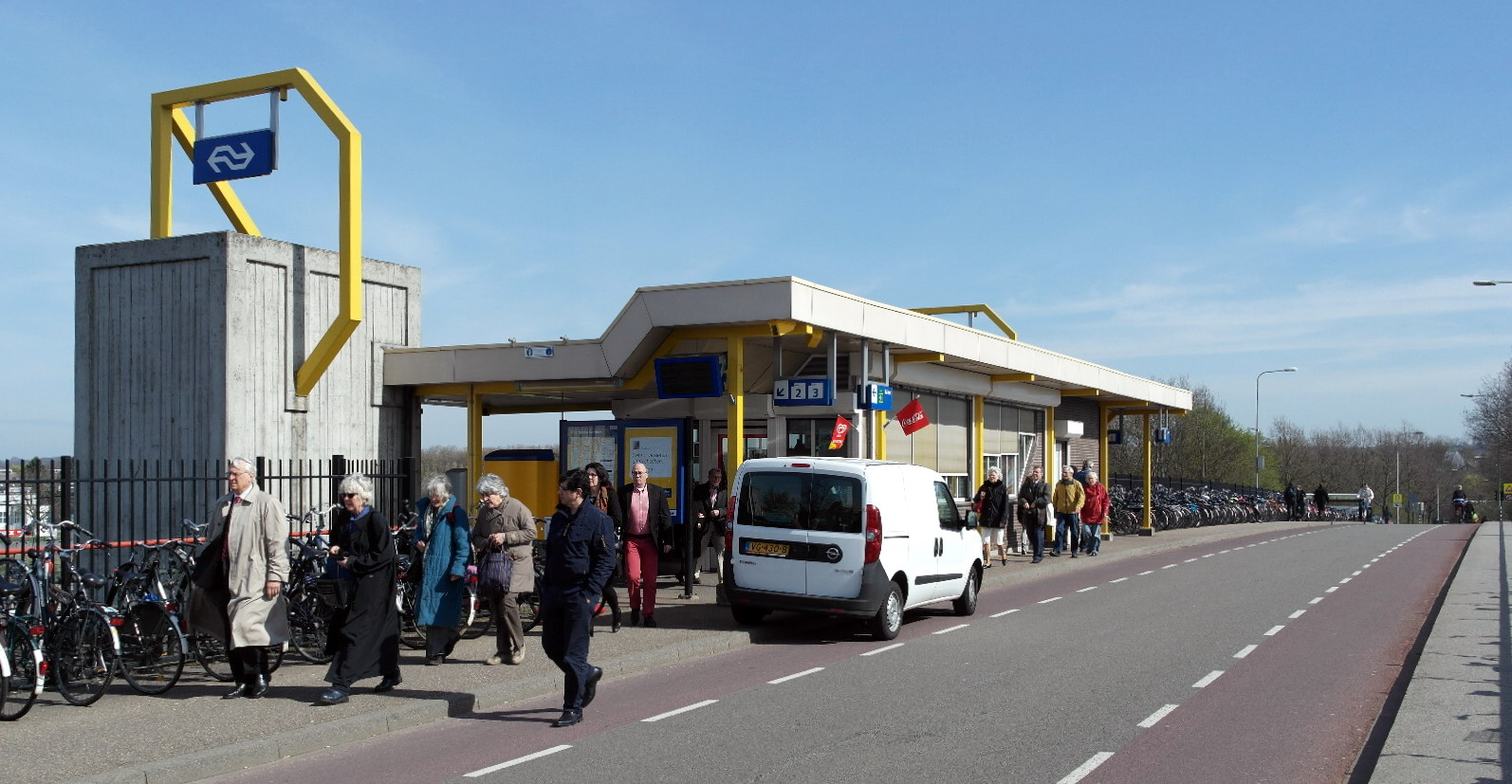
Het station in 2014
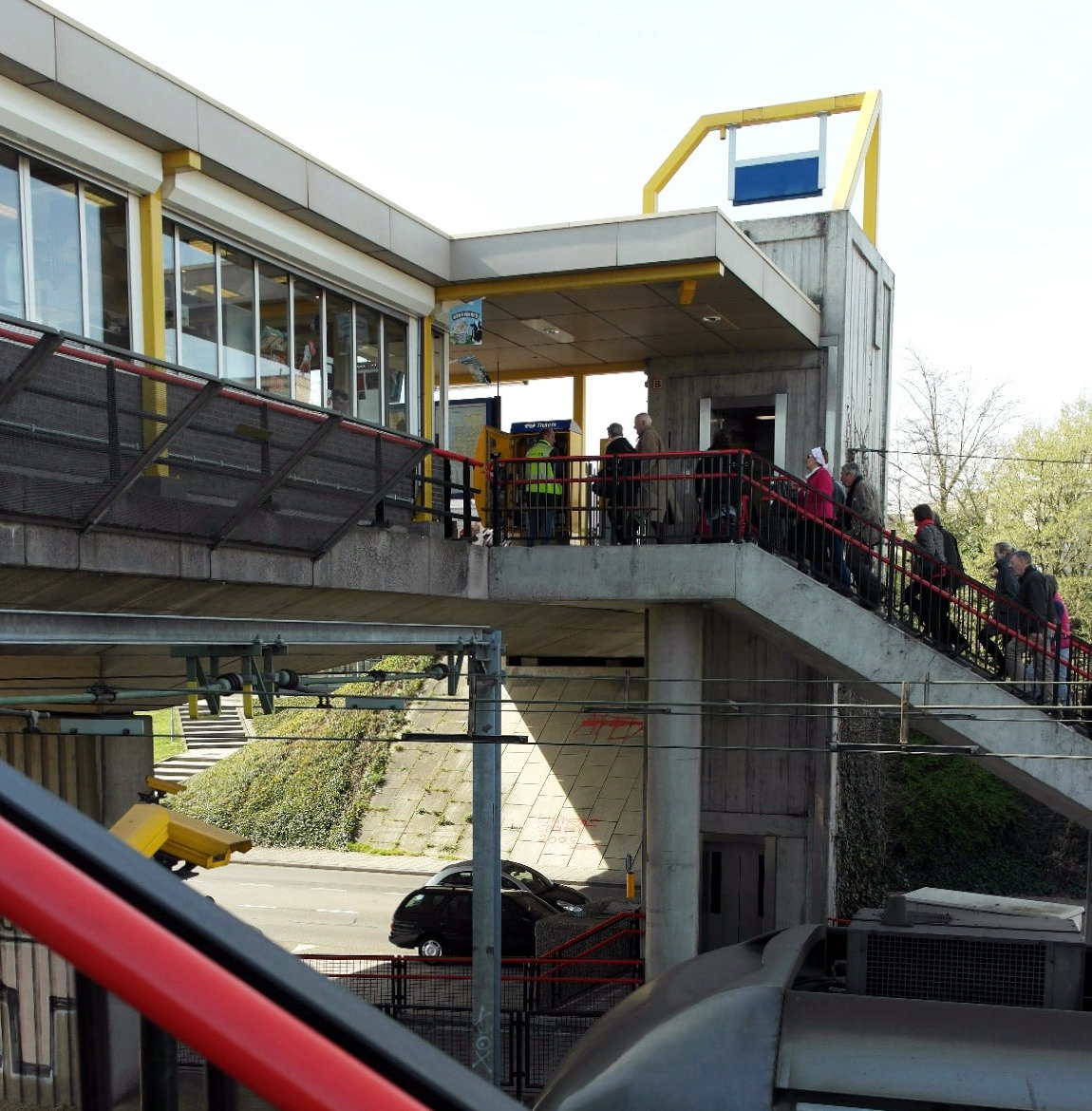
Zicht vanaf het oostperron naar het westen
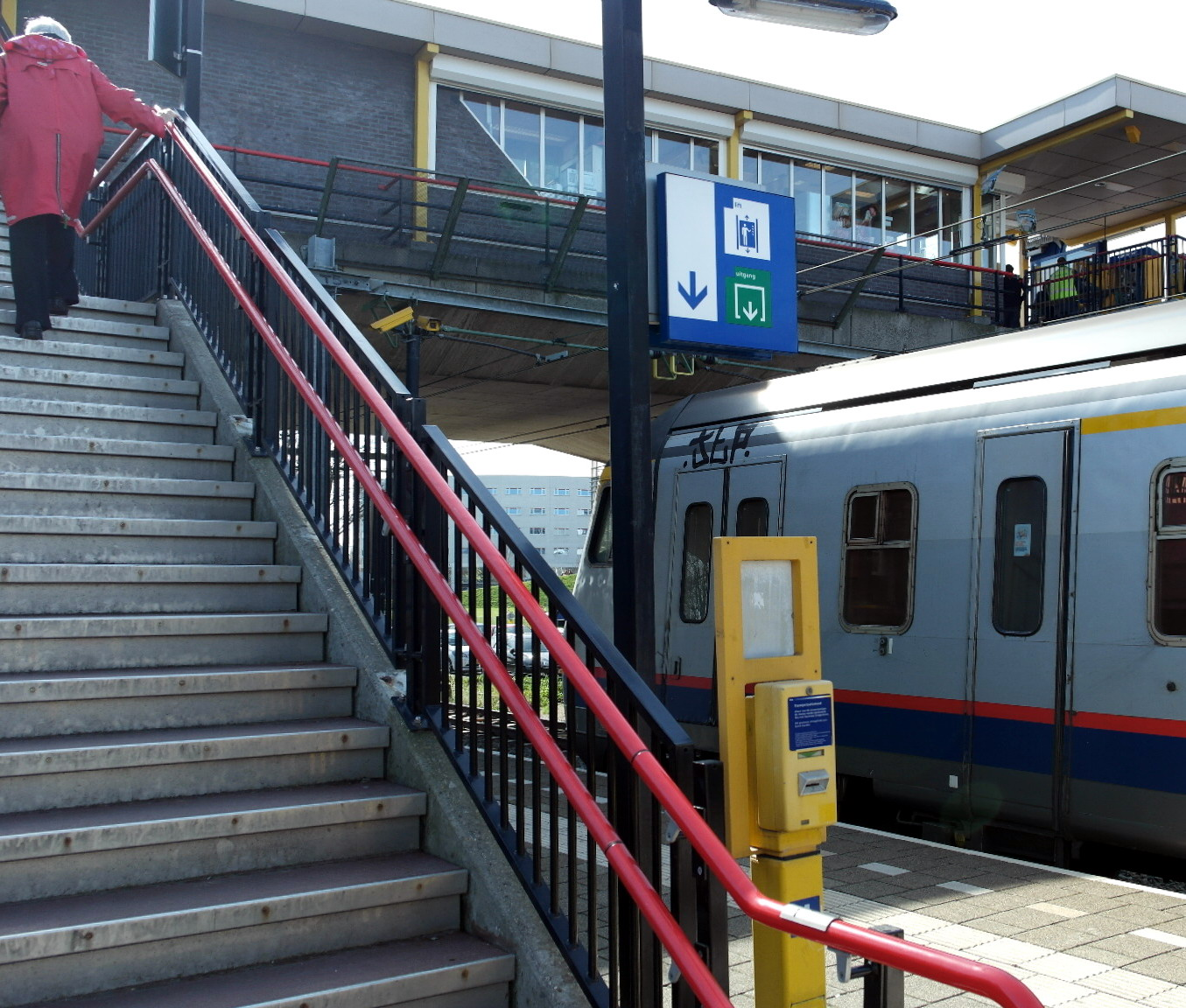
Zicht vanaf het oostperron naar het zuidwesten
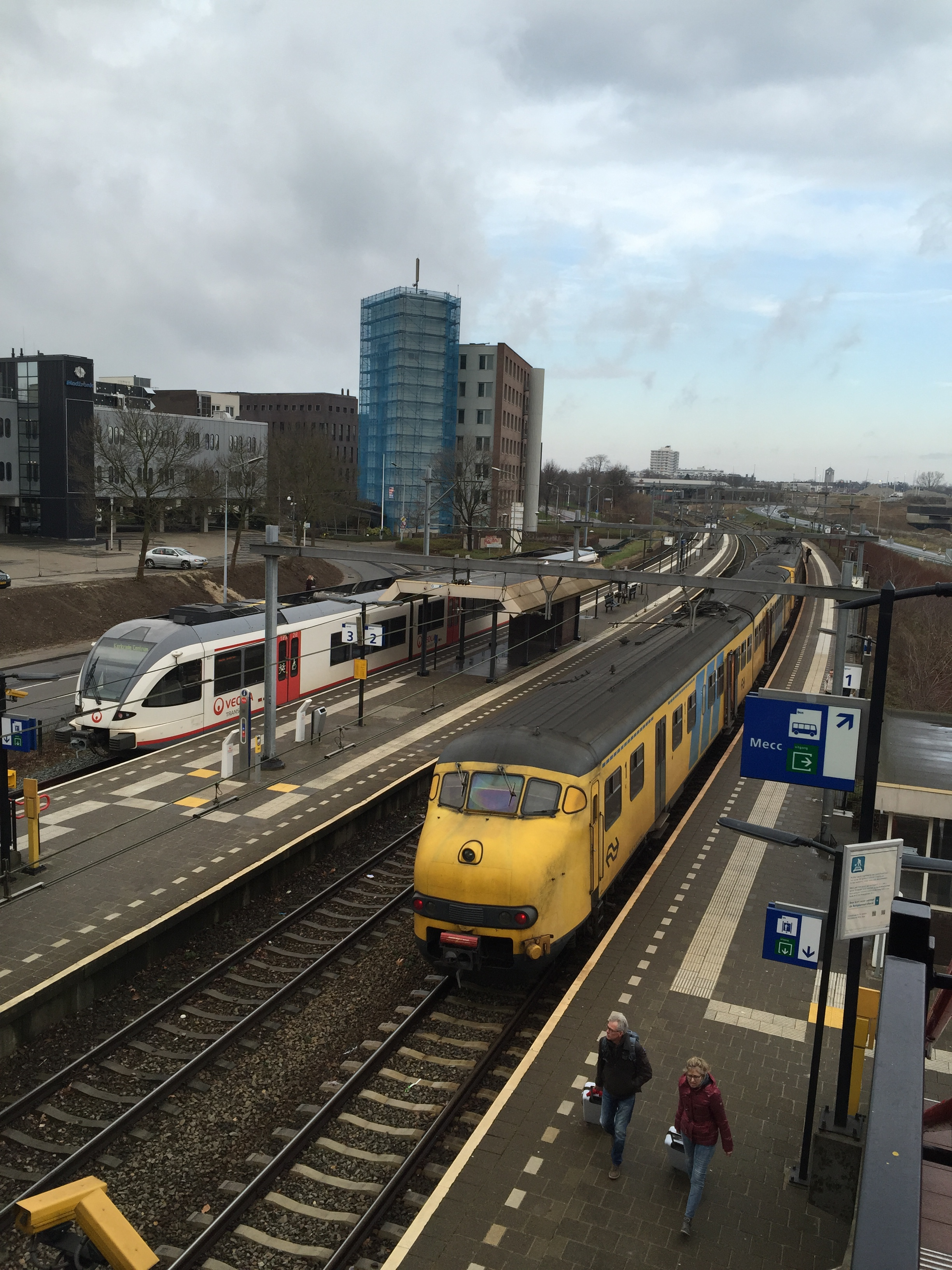
Overzicht perrons naar het noorden
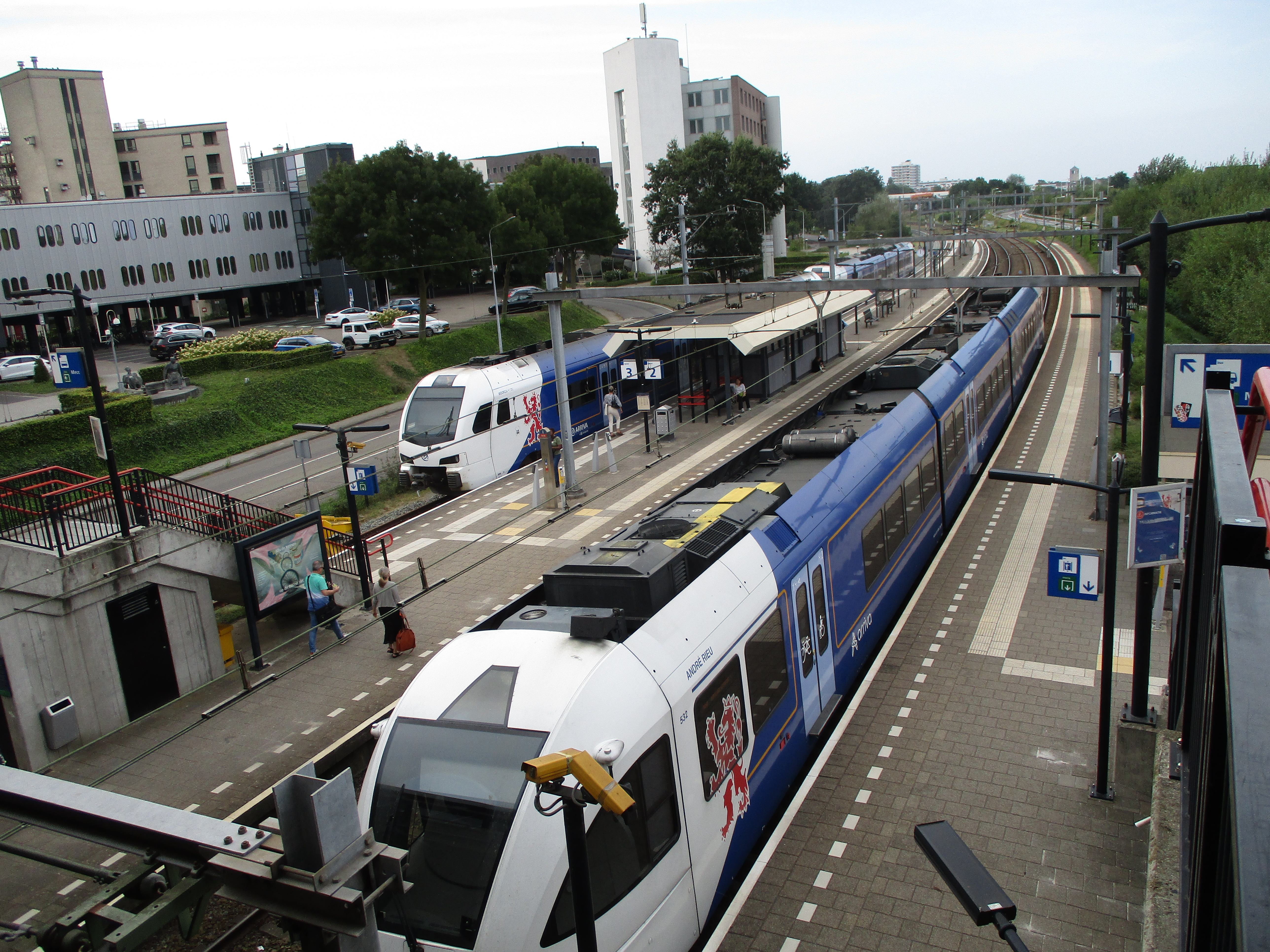
Twee treinen van Arriva op het station; een FLIRT en een GTW
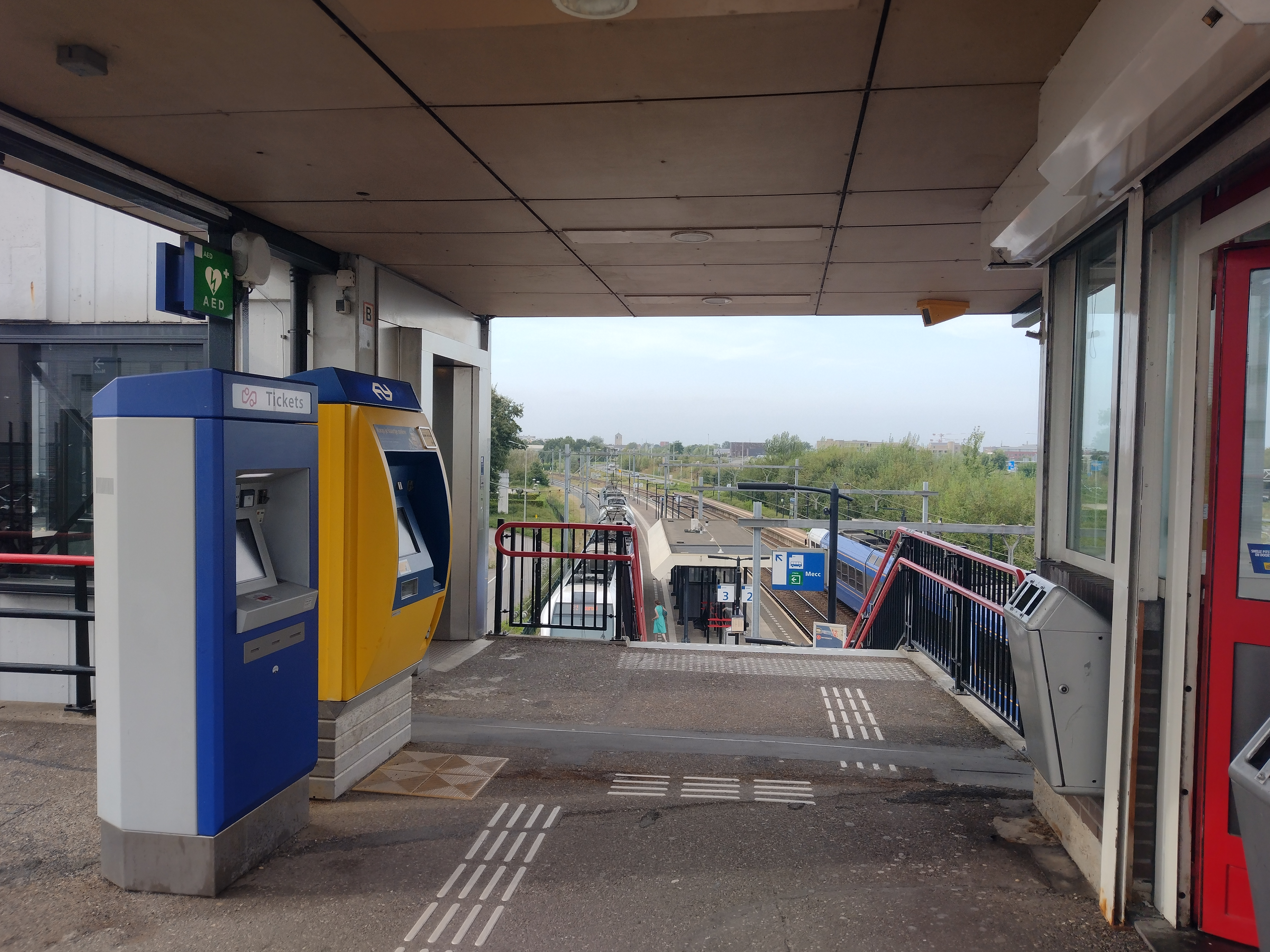
Kaartautomaten

0,6: Luik-Vennes·
3,1: Luik-Cornillon ·
4,9: Bressoux ·
5,9: Jupille ·
8,0: Souverain-Wandre ·
8,8: Wandre ·
10,2: Château-de-Cheratte ·
10,9: Cheratte ·
12,0: Sarolay ·
13,0: Argenteau ·
13,4: Pont d'Argenteau · 
15,1: Sauvré ·
16,5: Pont-de-Visé ·
17,7: Wezet ·
Visé Haut ·
19,8: Eijsden ·
22,3: Maarland ·
24,1: Gronsveld ·
27,1: Heer ·
27,2: Maastricht Randwyck ·
28,8: Maastricht
Beek-Elsloo ·
Blerick · 
Bunde · 
Chevremont · 
Echt ·
Eijsden ·
Eygelshoven ·
-Markt · 
Geleen:
-Lutterade · 
-Oost · 
Heerlen ·
-Woonboulevard ·
Hoensbroek · 
Horst-Sevenum · 
Houthem-Sint Gerlach · 
Kerkrade Centrum ·
Klimmen-Ransdaal · 
Landgraaf · 
Maastricht ·
-Noord · 
-Randwyck · 
Meerssen ·
Mook-Molenhoek ·
Nuth · 
Reuver · 
Roermond ·
Schin op Geul · 
Schinnen · 
Sittard · 
Spaubeek · 
Susteren · 
Swalmen · 
Tegelen · 
Valkenburg · 
Venlo · 
Venray ·
Voerendaal · 
Weert
Voormalige stations: zie de lijst van voormalige spoorwegstations in Limburg (Nederland)